# 군용열차
《군용열차》(Military Train)는 한국, 일본에서 제작된 서광제 감독의 1938년 영화이다. 문예봉 등이 주연으로 출연하였고 홍찬 등이 제작에 참여하였다.

## 출연

### 주연
- 문예봉
- 이응호
- 독은기

## 기타
- 조명: 최진
- 미술: 동옥